# اندیس سنگ تزئینی (گرانیت) گوشه۴
سنگ تزئینی (گرانیت) گوشه۴ یک اندیس مصالح ساختمانی است که در حوالی شهر درود استان لرستان قرار دارد و مادهٔ معدنی موجود در آن، سنگ تزئینی است.سنگ میزبان این اندیس گرانیت - گرانودیوریت است و دیرینگی آن به دوران پالئوسن می‌رسد. 